# NGC 5967
NGC 5967 ist eine Balken-Spiralgalaxie vom Hubble-Typ SBc im Sternbild Apus am Südsternhimmel. Sie ist schätzungsweise 122 Millionen Lichtjahre von der Milchstraße entfernt und hat einen Durchmesser von etwa 100.000 Lj. 
Die Typ-Ic-Supernova SN 2009gd wurde hier beobachtet.
Das Objekt wurde am 7. Juni 1836 von John Herschel mit einem 18-Zoll-Spiegelteleskop entdeckt, der dabei „faint, pretty large, round, very gradually brighter in the middle, 2′ across“ notierte.